# PlayStation TV
O PlayStation TV (abreviado como PS TV) chamado no Japão e alguns outros países da ásia como PlayStation Vita TV (abreviado como PS Vita TV) é um console tendo como base no PlayStation Vita, porém ele é independente do portátil, vendido como modelo VTE-1000.

## Historia
O PlayStation TV é um microconsole baseado no hardware do PS Vita, porem sem tela e comandos, usando a TV via HDMI (1080i) e os controles DualShock 3 ou o DualShock 4, rodando jogos do próprio PS Vita quanto do PSP e PlayStation 1, PC Engine, totalizando 700 jogos jogáveis no lançamento, não sendo compatível com jogos do PS Vita que necessitem de microfone ou da tela touchscreen, também é compatível com PS Now.
Podendo usar os aplicativos de Streaming como DMM, Netflix, HULU e o Tsutaya TV, foi lançado em 14 de novembro nos EUA, com preço do aparelho base de 99 dólares sem controle, compatível também com os cartões de jogos do PS Vita original, podendo também espelhar jogos de PS4 através da rede local.
Segundo o antigo CEO da Playstation Yoshida, o PS TV foi um fracasso, complementando que o aparelho é fraco, o que cuminou no seu fim, parando de ser vendido no Japão em 29 de fevereiro de 2016.
Segundo a Media Creative o PS TV vendeu 185.452 unidades, do lançamento até 3 de janeiro de 2016, no japão.

## Especificações técnicas[11]
Processador: ARM Cortex-A9 Quad-Core
GPU: SGX543MP4+
Sistema operacional: Vita OS 3.74 ( 10/05/2022 )
Conexão: Wi-Fi, Ethernet
Memoria RAM: 512MB
Armazenamento interno: 1GB com opção de expansão pelo cartão de memoria do PS Vita
Entrada e Saída: USB e HDMI ( 1080i )

## Jogos
Os usuários podiam comprar jogos pela PS Store, de forma digital ou por meio dos cartões de memoria do PS Vita, para quem queria mídia física, tendo sua biblioteca de lançamento contando com, +100 oriundos do PS Vita, e 600 do Playstation 1, PSP e PC Engine.